# Figura femenina (Juan de Bolonia)
Figura femenina es una escultura de mármol del siglo XVI de tamaño casi natural del escultor flamenco Giambologna. Mide 114,9 cm y representa una mujer no identificada que puede ser Betsabé, Venus u otra figura mitológica. La obra data entre los años 1571 y 1573, al principio de la carrera del artista, y ha estado en posesión del Museo J. Paul Getty desde 1982. La imagen está desnuda excepto por un brazalete en la parte superior del brazo izquierdo y una prenda desechada que cubre su regazo. Se encuentra sentada en una columna cubierta con telas, sosteniendo un tarro en una mano y secándose el pie izquierdo con la otra. Según el museo Getty, su compleja posición muestra su «baño en una graciosa pose serpentina, característica de la elegancia manierista... "figura serpentinata"». Otros historiadores de arte describen su inusual posición corporal como la evidencia de una "gracia ansiosa".
La datación y atribución de la obra fue debatida durante siglos, aunque ahora se asocia con confianza a Giambologna debido a su similitud con varias otras obras conocidas de él, incluyendo la Florencia Triunfante sobre Pisa que ahora se encuentra en el Museo Victoria y Alberto. La escultura ha sido restaurada dos veces y está en relativamente en buenas condiciones.

## Descripción

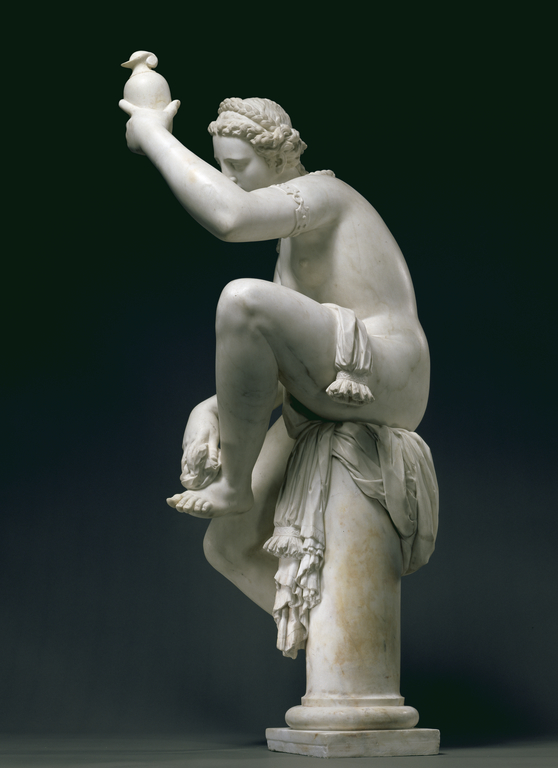
Figura femenina, 1565, Museo J. Paul Getty.

La escultura está tallada en un solo bloque de mármol blanco de Carrara - un medio raro para Giambologna—. La superficie está muy acabada y en buen estado, aparte de algunas marcas de taladro y escofina. Representa a una joven desnuda en el acto de lavarse, sentada en una posición incómoda en una columna truncada. Es voluptuosa y carnosa en la forma habitual del manierismo. Tiene una expresión inescrutable y un pelo ondulado y rizado en el centro. Su nariz recta refleja la clásica escultura romana. Tiene un brazalete en su brazo izquierdo,  y una camisa o camisón con puños bordados se extiende a través de su muslo izquierdo. La postura de la mujer es compleja, con su peso descansando mayormente en su nalga izquierda, que está sentada en una columna redonda de la que cuelgan cortinas. Según la historiadora de arte Peggy Fogelman, «con una pierna y ambos brazos colocados delante de ella, el peso de la figura y el equilibrio de la composición parecen inclinados hacia adelante». Su pierna izquierda está levantada; su rodilla está muy doblada. La cabeza está inclinada hacia abajo, y sus ojos están en blanco. Tiene un frasco de ungüento en su mano izquierda, elevado sobre su cabeza. Su mano derecha sostiene un pequeño paño que usa para limpiar su pie izquierdo.
El historiador de arte Charles Avery estima que dada la pose algo incómoda, la estatua estaba destinada a ser colocada en un nicho, ya que «la vista frontal está curiosamente constreñida y la más satisfactoria es en diagonal desde la izquierda».  Avery describe la pose como «la impresión es de una acción momentánea que se ha congelado: el brazo y la pierna izquierdos se proyectan bien hacia adelante, suspendidos libremente en el espacio, en una extraordinaria pose que es la antítesis del contrapunto canónico del Renacimiento».

## Identidad de la figura
La figura ha sido identificada como Betsabé desde el siglo XVII, sin embargo, muchos historiadores de arte dudan de su determinación. Betsabé era un tema raro para la escultura, e incluso en la pintura solía mostrarse acompañado, ya sea por sirvientas o a la vista del rey David. Fogelman considera que el título de Betsabé es un «intento de justificar la desnudez de las figuras con el simbolismo bíblico». La iconografía de la obra y su pretendida identidad queda oscurecida por la pérdida de mármol en el atributo que tenía en su mano izquierda, que podría haber sido una concha o un trozo de coral. A lo largo de su carrera, Giambologna estuvo más interesado en la forma que en la iconografía y rara vez tituló su obra, ya que el tema no tenía ninguna consecuencia real para él. Los primeros biógrafos compartieron la misma falta de preocupación y no hay ningún registro superviviente ni de su propietario ni de su función. Sugerencias alternativas incluyen el baño de Venus o Psique.

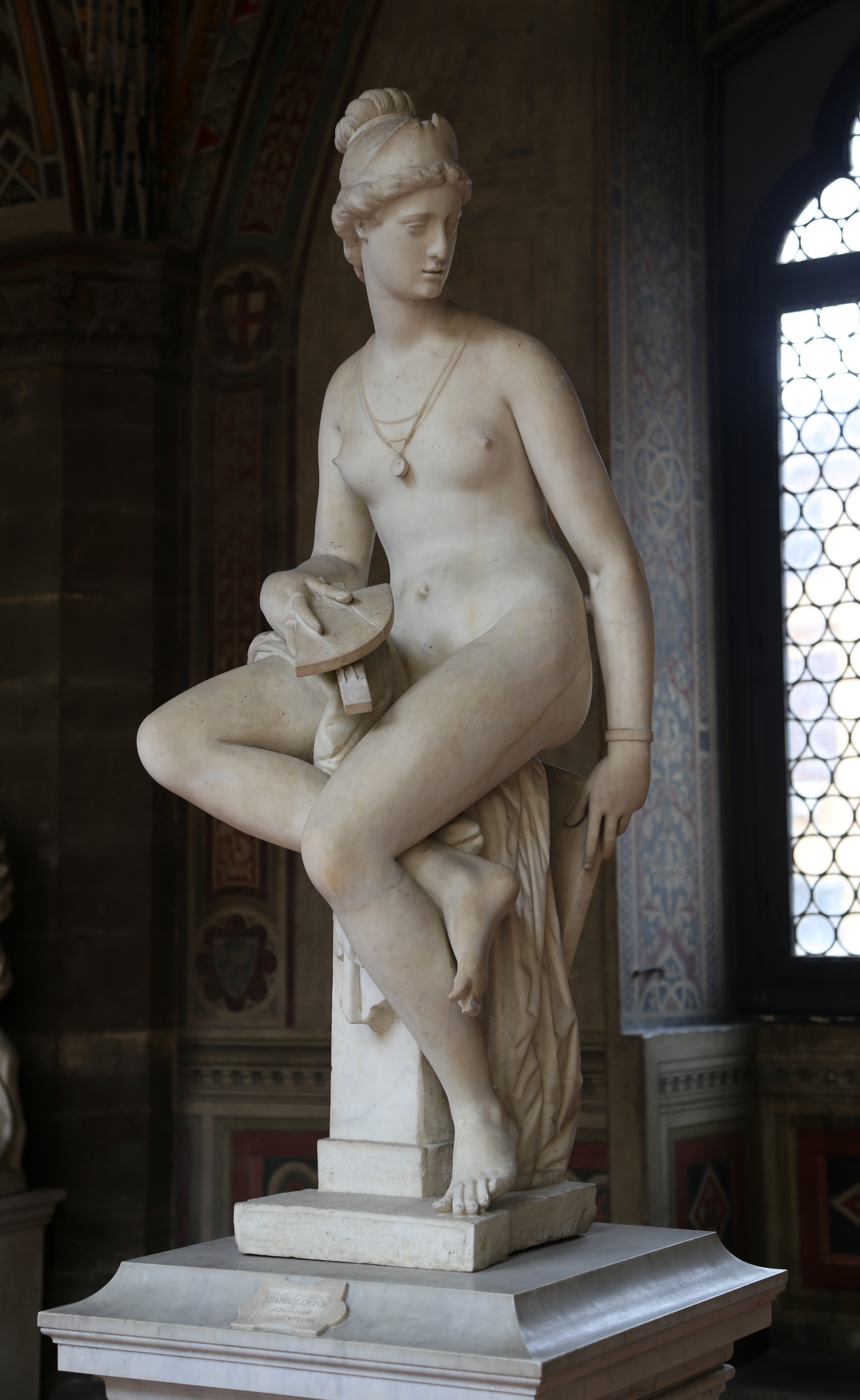
Giambologna: Alegoría de la arquitectura, Museo Bargello, Florencia.
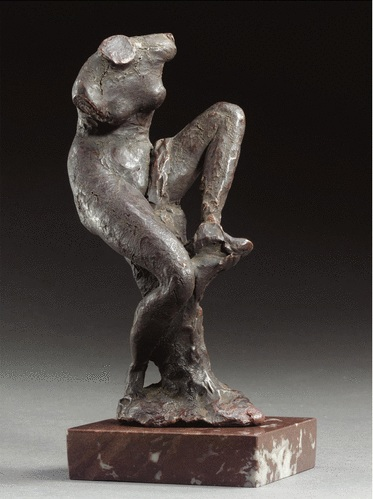
Giambologna: Mujer sentada, cera roja, colección privada.
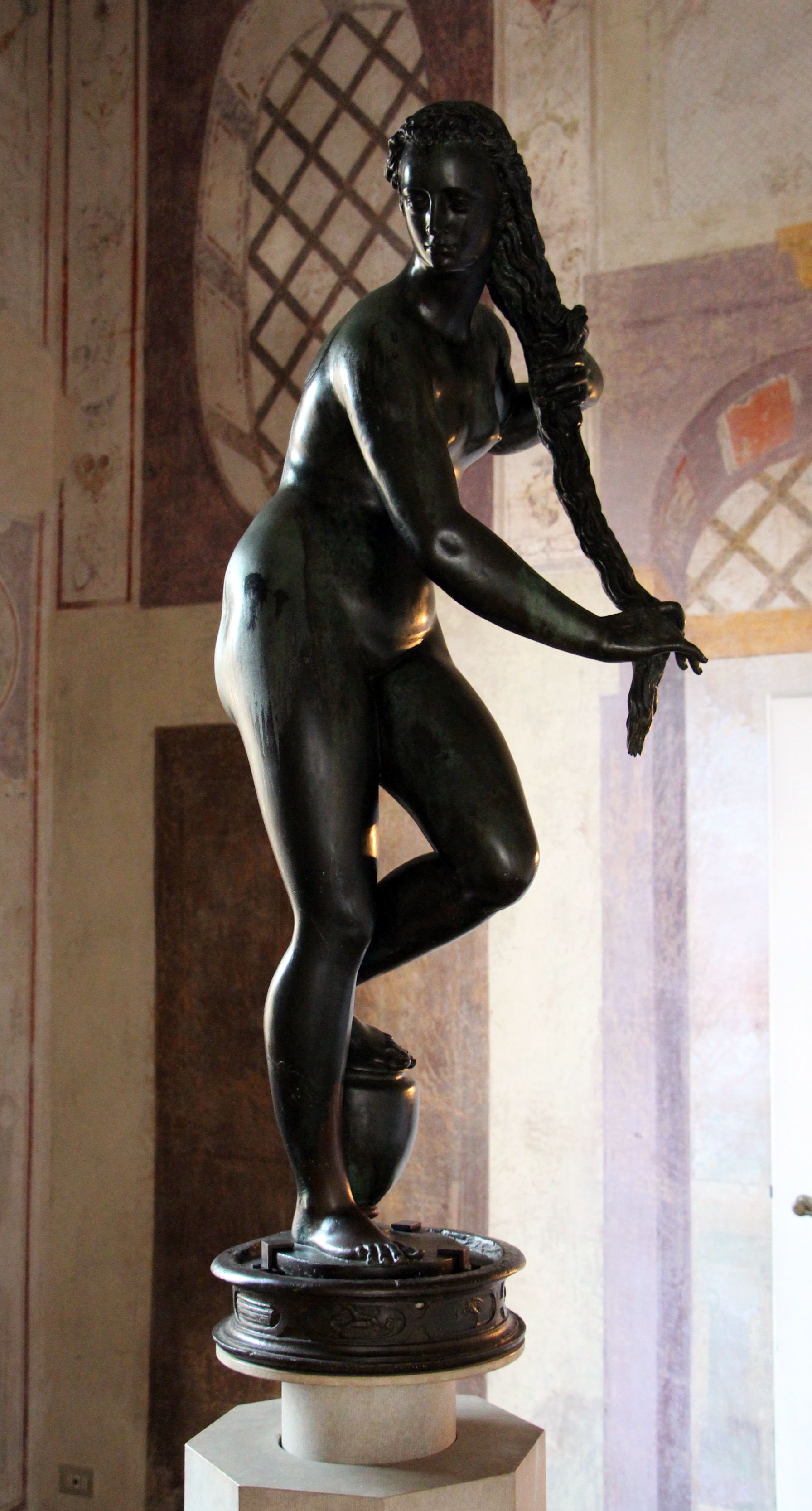
Giambologna: Venus Anadiomena, Villa La Petraia, Florencia.

Avery sugiere una antigua estatua metálica de Venus bañándose como una posible fuente, una que identifica es un dibujo que muestra tres puntos de vista de una estatua romana ahora perdida, hecha por Maarten van Heemskerck durante una visita a Roma alrededor de 1535. 

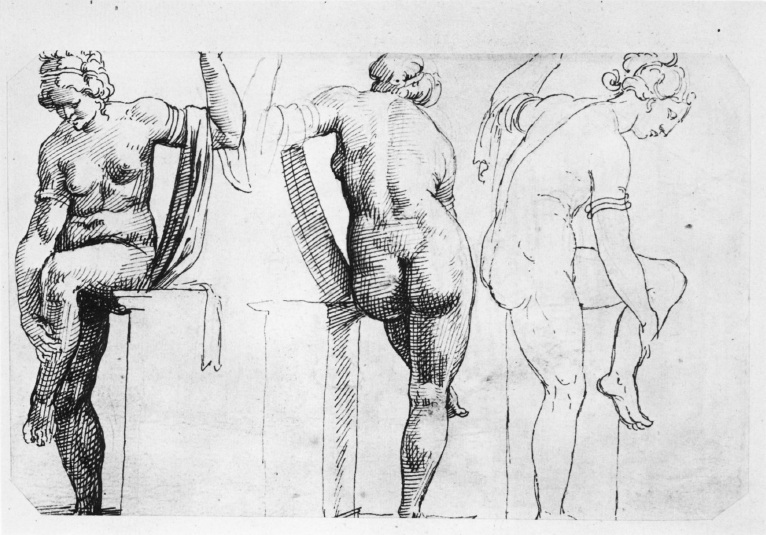
Baño de Venus, dibujo en tinta sobre papel, Maarten van Heemskerck.

En esta obra perdida, la figura está de pie sobre su pierna derecha, y se apoya en gran medida en su nalga izquierda que descansa sobre un pedestal. Similar a la figura de Giambologna, esta figura también se inclina hacia adelante para limpiar su pierna izquierda. Otras fuentes presentadas incluyen figuras de la tumba de Miguel Ángel en la Basílica de la Santa Cruz (Florencia).
Hay un Baño de Venus, de bronce, que representa el mismo modelo del mármol con diferencias de postura y detalles, firmado por su fundidor: «Me fecit Gerhardt Meyer Homiae / Den 25 Novembe 1597». Se publicó por primera vez en 2002 como una versión posterior sueca del mármol Getty. Está considerada por varios eruditos destacados como la versión autógrafa de Giambologna del mármol Getty en perfectas condiciones, posiblemente hecho para el rey Enrique IV de Francia.

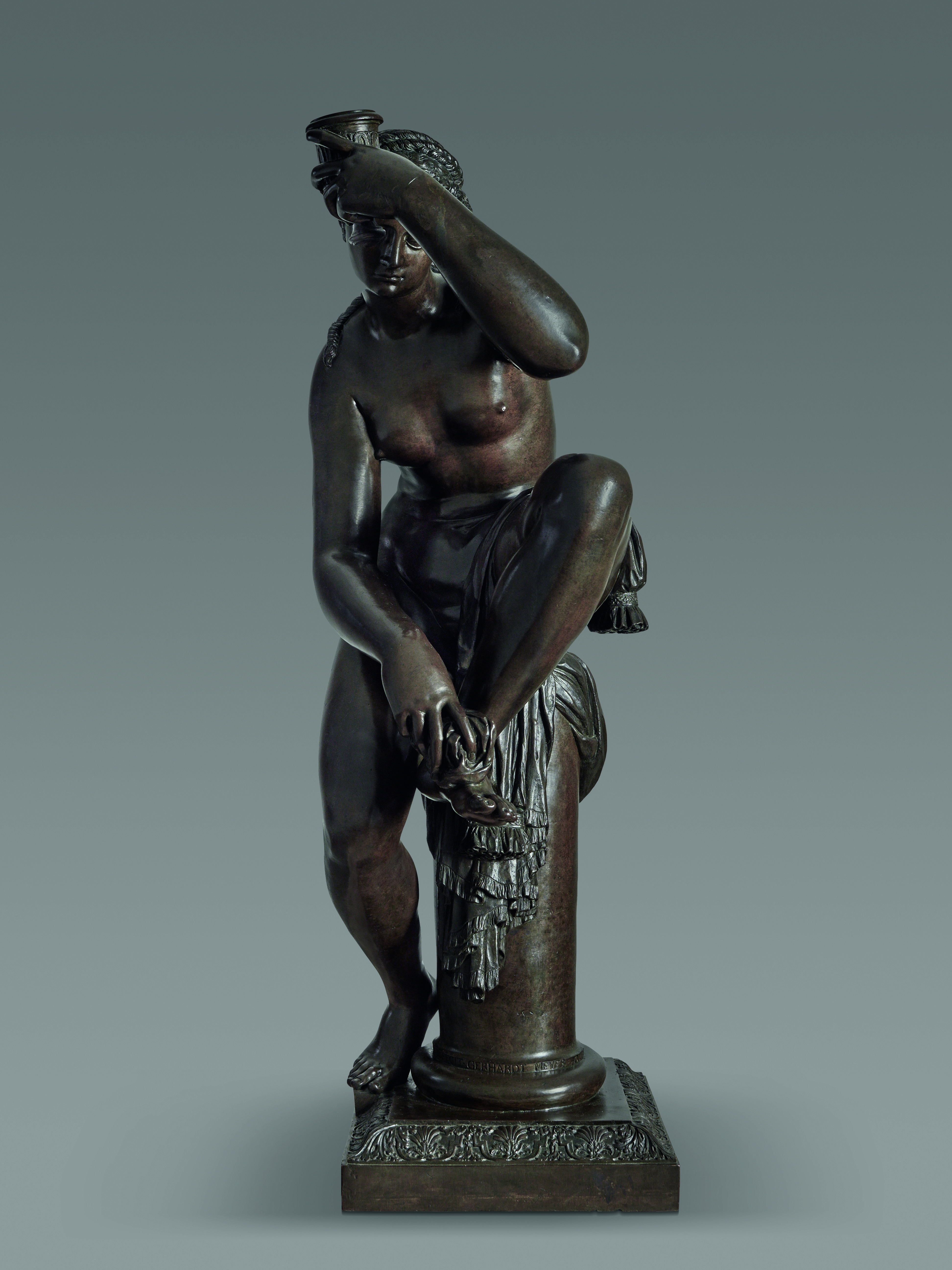
Baño de Venus (bronce), atribuido a Giambologna (1597); dimensión: altura 1,12 m, colección privada

## Estado
Ha sido restaurada dos veces. Las primeras reparaciones datan de finales del siglo XVIII y reconstruyeron los daños sufridos en manos y pies. La segunda se llevó a cabo en Londres c 1980 cuando se añadió mármol para reemplazar la pérdida en la parte superior del jarrón y por encima de su dedo medio izquierdo, mientras que tres de los dedos de su pie izquierdo se habían perdido. Otras reparaciones durante esta conservación eliminaron las manchas de hierro y arreglaron una serie de grietas a lo largo de su cuerpo.

## Atribución y procedencia

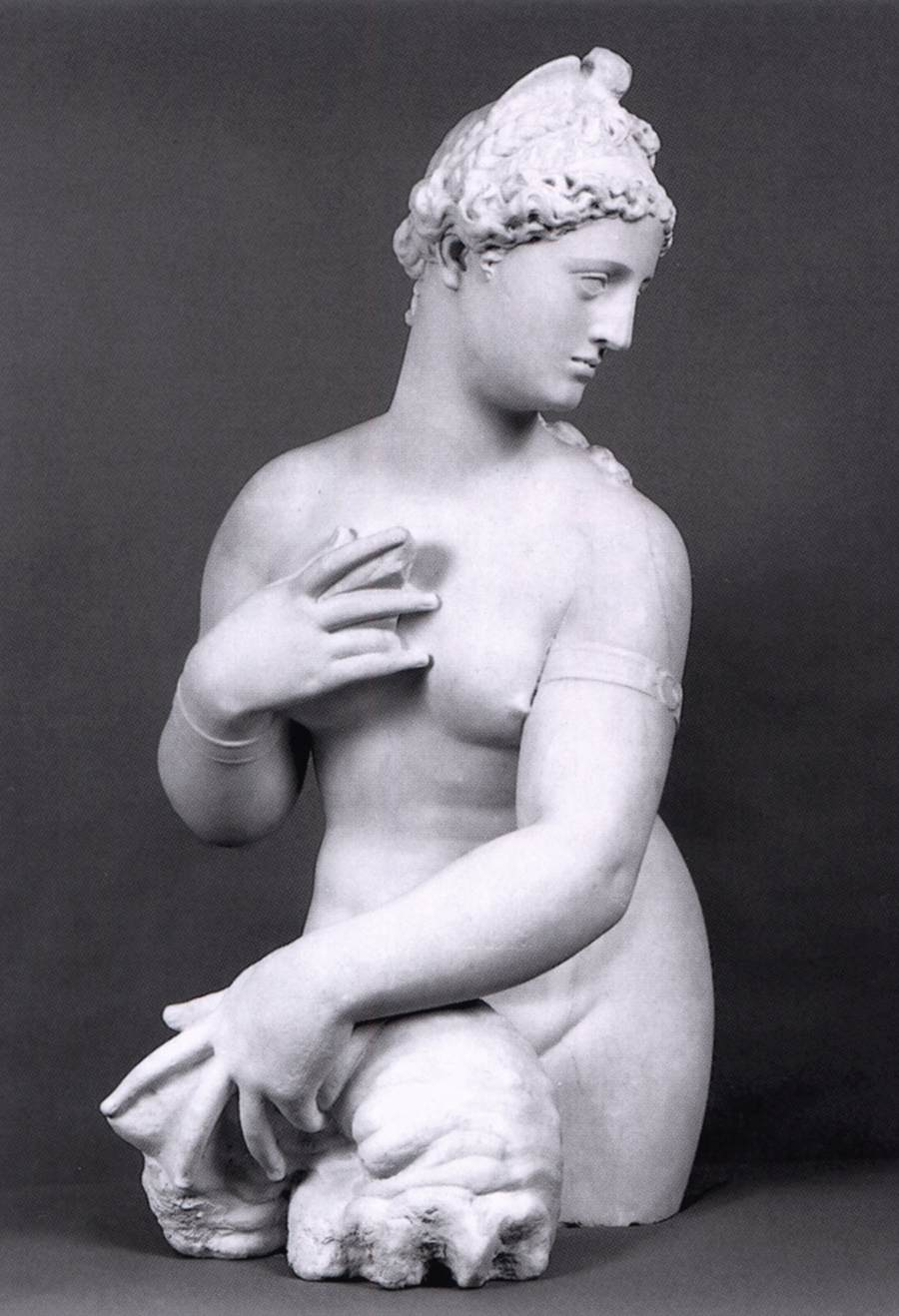
Giambologna, Fata Morgana, probablemente pensada como una representación de Venus. Colección privada.

La escultura ha sido recientemente reatribuida a Giambologna; fue sugerida por primera vez como una de sus estatuas autógrafas en 1978, y en 1983 Avery la reafirmó identificada como Betsabé. La forma y el estilo de la estatua de Getty se corresponden con varias estatuas de mármol de mujeres conocidas por él, algunas de las cuales recibieron títulos mitológicos. Entre ellas se encuentran una Venus registrada por Giorgio Vasari; una Galatea tallada para Bernardo Vecchietti —el primer mecenas florentino de Giambologna—; la Arquitectura que ahora se encuentra en el Palacio del Bargello; una Fata Morgana y una estatua femenina desnuda en la Grotticella de los jardines de Boboli. Un modelo de cera roja, al que le faltan las extremidades y la cabeza, y que se cae hacia atrás, pero al que se le atribuye, está muy cerca de la estatua de Getty, especialmente en el hombro izquierdo y en el ángulo del cuello.]
Su procedencia sugiere que es propiedad tanto de Francisco I de Médici como de Gustavo II Adolfo de Suecia. Un inventario sueco de 1715 compilado por Nicodemus Tessin el Joven enumera una «Betsabé en el baño de Jean de Bologne». La escultura Getty llegó a la posesión de la hermana de Johan Gabriel Stenbock, María, y permaneció en la familia durante varias generaciones; está registrada en posesión de su yerno Eric Sparre en 1715. Él se la pasó a su hija Ulrika Lovisa, y está de nuevo registrada en un inventario de 1757 de Akero, el patrimonio sueco de la familia Stenbock. En algún momento a finales del siglo XIX la estatua fue trasladada a Inglaterra. Fue adquirida por el Museo Getty en 1982 a Daniel Katz de Londres, y fue la primera gran obra de escultura renacentista comprada por este museo.